# Giorgio Valmassoi
Giorgio Valmassoi (Calalzo di Cadore, 24 aprile 1951) è un ex calciatore italiano, di ruolo difensore.

## Carriera

### Giocatore

#### Club
Cresciuto nella Coneglianese, nel 1968 approdò al Varese, che dopo due stagioni lo cedette in prestito al Verbania in Serie C.
Ritornato nella squadra lombarda dopo solo un anno, fece il suo esordio in Serie A nella stagione 1971-1972,il 24 ottobre del 1971 conquistando presto il posto in prima squadra.
Rimase titolare per altre quattro stagioni riconquistando la Serie A nel 1974-1975. Nel 1972-1973 costituì coppia difensiva con Claudio Gentile.
Nel 1975-1976 venne acquistato dal Bologna, dove collezionò 37 presenze in campionato nell'arco di tre stagioni.
Da Bologna si trasferì al Genoa, senza mai giocarvi, e da lì passò in Serie C nel Forlì per concludere la carriera nelle serie minori.

#### Nazionale
Ha preso parte a una gara con la nazionale Under-21 contro i pari età della Jugoslavia, ad Ascoli Piceno il 23 febbraio 1972, conclusasi con la vittoria degli ospiti per 2-1.

### Dopo il ritiro
Conclusa la carriera di calciatore, e laureatosi in farmacia, è divenuto titolare di una farmacia a Longare, un comune della provincia di Vicenza.

## Palmarès

### Club
- Campionato italiano di Serie B: 1

Varese: 1973-1974